# Detroit Lakes
Detroit Lakes város az USA Minnesota államában. Lakosainak száma 9869 fő (2020. április 1.).

## Népesség
A település népességének változása:

| 2010 | 8 569 |
| 2020 | 9 869 |